# العنف الطائفي في قبرص
شهدت قبرص منتصف القرن العشرين عدة فترات متميزة من العنف الطائفي الذي شمل الطائفتين العرقيتين الرئيسيتين القبارصة اليونانيون والقبارصة الأتراك. وشمل ذلك حالة الطوارئ القبرصية 1955-1959 أثناء الحكم البريطاني، وأزمة قبرص ما بعد الاستقلال من 1963 إلى 1964، وأزمة قبرص سنة 1967. وبلغت الأعمال العدائية ذروتها في عام 1974 بحكم الواقع تقسيم الجزيرة على طول الخط الأخضر في أعقاب الغزو التركي لها. كانت المنطقة سلمية نسبيًا منذ ذلك الحين، لكن النزاع القبرصي استمر، حيث باءت المحاولات المختلفة لحلها دبلوماسيًا بالفشل بشكل عام.

## البداية
سكن قبرص وهي جزيرة تقع في شرق البحر الأبيض المتوسط خليطًا من اليونانيين والأتراك (أربعة أخماس وخمس على التوالي) ممن عاش تحت الحكم البريطاني في أواخر القرن التاسع عشر والنصف الأول من القرن العشرين. لعبت الكنيسة الأرثوذكسية في قبرص دورًا سياسيًا بارزًا داخل المجتمع القبرصي اليوناني، وهو امتياز اكتسبته خلال حكم العثمانيين باستخدام نظام الملل، الذي أعطى رئيس الأساقفة وضعًا عرقيًا غير رسمي.

### الوحدة والتقسيم
أدى رفض البريطانيين المتكرر لمطالب القبارصة اليونانيين بالاتحاد مع اليونان إلى مقاومة مسلحة نظمتها «المنظمة الوطنية للمقاتلين القبارصة» أو إيوكا (EOKA). استهدفت إيوكا بقيادة القائد القبرصي اليوناني جورجيوس جريفاس بمنهجية السلطات الاستعمارية البريطانية. كان أحد آثار حملتها هو تغيير الموقف القبارصة الأتراك من المطالبة بإعادة الاندماج الكامل في تركيا إلى المطالبة بالتقسيم. تسببت مهمة إيوكا وأنشطتها في حدوث «متلازمة كريت» (انظر منظمة المقاومة التركية) داخل المجتمع القبرصي التركي، حيث خشي المجتمع من المغادرة القسرية للجزيرة كما كان الحال مع أتراك كريت. على هذا النحو فضلوا استمرار الحكم الاستعماري البريطاني ثم تقسيم الجزيرة. وبسبب دعم القبارصة الأتراك للبريطانيين، أعلن زعيم إيوكا جورجيوس جريفاس أنهم أعداء. حقيقة أن الأتراك كانوا أقلية. ووفقًا لنهاد إريم يجب معالجة ذلك بنقل آلاف الأتراك من الأرض التركية حتى يتوقف القبارصة اليونانيون عن كونهم الأغلبية. وعندما زار إريم قبرص كممثل لتركيا نصحه المشير السير جون هاردينغ حاكم قبرص آنذاك بضرورة إرسال تركيا المتعلمين الأتراك للاستقرار في قبرص.
روجت تركيا بنشاط لفكرة وجود مجتمعين مميزين في جزيرة قبرص، وتجاهلت ادعاءها السابق بأن شعب قبرص هم رعايا أتراك. وبذلك أدى هدف تركيا المتمثل في الحصول على حق تقرير المصير لمجتمعات متساوية في الواقع إلى التقسيم القانوني للجزيرة. يمكن تبرير هذا للمجتمع الدولي ضد إرادة الأغلبية اليونانية الجزيرة. كان الدكتور فاضل كوجوك قد اقترح في 1954 بتقسيم فعلي لقبرص إلى قسمين عند خط عرض 35 درجة.

### أسباب العنف الطائفي
أشار ليندلي دان من جامعة نوتردام إلى جذور العنف الطائفي من رؤى مختلفة بين الطائفتين في قبرص (إنوسيس أو الوحدة للقبارصة اليونانيين، والتقسيم للقبارصة الأتراك). كما كتب ليندلاي أن «دمج الكنيسة والمدارس / التعليم والسياسة بطرق انقسامية وقومية» قد لعب دورًا قويًا في إحداث الفوضى في تاريخ قبرص. كما أشار أتاليدس مايكل إلى القوميات المتضادة أنها سبب لمشكلة قبرص.

## أزمة 1955–1959
بدأ البريطانيون في تجنيد القبارصة الأتراك في قوة الشرطة. فبدأت إيوكا باستهداف السلطات الاستعمارية ومعها الشرطة، إلا أن جورجيوس جريفاس زعيم إيوكا لم يرغب في فتح جبهة جديدة ويحارب القبارصة الأتراك، وطمأنهم بأن إيوكا لن تؤذيهم. وفي سنة 1956 قتلت إيوكا بعض رجال شرطة من القبارصة الأتراك، مما أثار بعض أعمال العنف الطائفي في الربيع والصيف، لكن تلك الهجمات لم تكن بدافع أنهم من القبارصة الأتراك. ومع ذلك ففي يناير 1957 غير جريفاس من سياسته بعد أن تعرضت قواته في الجبال لحصار شديد من قوات التاج البريطاني. ومن أجل صرف انتباه قوات التاج بدأ أعضاء إيوكا في استهداف رجال الشرطة من القبارصة الأتراك عن عمد في المدن، حتى يقوم القبارصة الأتراك بأعمال شغب ضد القبارصة اليونانيين، مما يجبر قوات الأمن بالانتقال إلى المدن لاستعادة النظام. أدى مقتل شرطي قبرصي تركي في 19 يناير عندما قصفت محطة للطاقة، وإصابة ثلاثة آخرين إلى نشوب أعمال عنف طائفية استمرت ثلاثة أيام في نيقوسيا. استهدفت الطائفتان بعضهما البعض في أعمال انتقامية، وقتل واحد على الأقل من القبارصة اليونانيين وانتشر الجيش البريطاني في الشوارع. وأحرقت متاجر القبارصة اليونانيين وهوجمت أحيائهم. في أعقاب الأحداث نشرت قيادة القبارصة اليونانيين دعاية مفادها أن أعمال الشغب كانت مجرد عمل من أعمال العدوان القبرصي التركي. أدت مثل هذه الأحداث إلى حدوث حالة من الفوضى وفصل المجتمعات في كل من قبرص وتركيا.
وفي 1957 تم تشكيل مليشيا العصابة السوداء وهي منظمة شبه عسكرية قبرصية تركية موالية للتقسيم، للقيام بدوريات في جيب قبرصي تركي وهو حي تهتاكالي في نيقوسيا ضد أنشطة إيوكا. حاولت المنظمة لاحقًا أن تنمو لتصبح مقياسًا وطنيًا، لكنها فشلت في الحصول على الدعم العام.
وفي 22 أكتوبر 1957 حل السير هيو فوت محل السير جون هاردينغ ليكون الحاكم البريطاني لقبرص. اقترح فوت خمس إلى سبع سنوات من الحكم الذاتي قبل اتخاذ أي قرار نهائي. رفضت خطته كلا من الوحدة والتقسيم. كان رد القبارصة الأتراك على هذه الخطة عبارة عن سلسلة من المظاهرات المناهضة لبريطانيا في نيقوسيا يومي 27 و 28 يناير 1958 رافضة للخطة المقترحة لأن الخطة لم تتضمن التقسيم. ثم سحب البريطانيون الخطة.
وفي 1958 ازداد الاستياء من كلا الجانبين على البريطانيين، حيث شكلت مجموعة من القبارصة الأتراك تنظيم شبه عسكري إسمه فولكان (أعيد تسميته فيما بعد إلى منظمة المقاومة التركية) لتعزيز تقسيم وضم قبرص إلى تركيا كما تمليه خطة مندريس. تألف فولكان في البداية من حوالي 100 عضو بهدف معلن هو زيادة الوعي في تركيا بقضية قبرص والتودد إلى التدريب العسكري والدعم للمقاتلين القبارصة الأتراك من الحكومة التركية.
وفي يونيو 1958 كان من المتوقع أن يقترح رئيس الوزراء البريطاني هارولد ماكميلان خطة لحل قضية قبرص. في ضوء التطور الجديد قام الأتراك بأعمال شغب في نيقوسيا للترويج لفكرة أن القبارصة اليونانيين والأتراك لا يمكنهم العيش معًا، وبالتالي فإن أي خطة لا تتضمن التقسيم لن تكون قابلة للتطبيق. وسرعان ما أعقب هذا العنف قصف بالقنابل وتقاتل القبارصة ضد بعضهم البعض، ونهبت المتاجر والمنازل. بدأ القبارصة اليونانيون والأتراك الفرار من القرى المختلطة السكان حيث كانوا أقلية بحثًا عن الأمان. كان هذا فعليًا بداية الفصل بين المجتمعين. وفي 7 يونيو 1958 انفجرت قنبلة عند مدخل السفارة التركية في قبرص. وعقب القصف نهب القبارصة الأتراك ممتلكات قبرصية يونانية. في 26 يونيو 1984 اعترف زعيم القبارصة الأتراك رؤوف دنكطاش على قناة آي تي في البريطانية بأن القنبلة وضعها الأتراك أنفسهم لإثارة التوتر. وفي 9 يناير 1995 كرر دنكطاش ادعائه للصحيفة التركية الشهيرة ملليت في تركيا.
وصلت الأزمة ذروتها في 12 يونيو 1958 عندما قُتل ثمانية يونانيين من مجموعة مسلحة مكونة من خمسة وثلاثين على يد حرس الخيالة الملكية، للاشتباه في التحضير لهجوم على حي سكايلورا التركي.

## جمهورية قبرص
بعد قيام منظمة إيوكا بحملتها، حولت الحكومة البريطانية قضية قبرص من مشكلة استعمارية بريطانية إلى قضية يونانية-تركية. فمارست الدبلوماسية البريطانية نفوذاً خلف الكواليس على حكومة عدنان مندريس بهدف زيادة نشاط تركيا في قبرص. وكانت تلك المحاولة ذات هدف مزدوج للبريطانيين، فمن جانب يتم إسكات حملة إيوكا في أسرع وقت ممكن، والجانب الآخر هو عدم وقوف القبارصة الأتراك إلى جانب القبارصة اليونانيين ضد استعمار بريطانيا للجزيرة، وبالتالي ستظل تحت سيطرتهم. زارت القيادة القبرصية التركية مندريس لمناقشة القضية القبرصية. وعندما سُئل كيف ينبغي للقبارصة الأتراك أن يردوا على مطالبات القبارصة اليونانيين بوحدتهم مع اليونان، أجاب مندريس:«يجب أن تذهب إلى وزير الخارجية البريطاني وتطلب إطالة أمد الوضع الراهن، كي تبقى قبرص مستعمرة بريطانية». وعندما زار القبارصة الأتراك وزير الخارجية البريطاني وطلبوا بقاء قبرص مستعمرة، رد عليهم:«لا ينبغي أن تطالب بالاستعمار في الزمن الحالي، يجب أن تطلب إعادة قبرص إلى تركيا مالكها السابق».
وعندما بدأ القبارصة الأتراك يطالبون تركيا للحصول على الحماية، أدرك القبارصة اليونانيون أن الوحدة هو أمر مستبعد للغاية. فحدد زعيم القبارصة اليونانيين رئيس الأساقفة مكاريوس الثالث استقلال الجزيرة هدفًا له.
قررت بريطانيا حل النزاع بإعطاء قبرص استقلالها. ففي سنة 1959 وقعت جميع الأطراف المعنية اتفاقيات زيورخ: بريطانيا وتركيا واليونان وزعيما القبارصة اليونانيين والأتراك مكاريوس والدكتور فاضل كوجوك. اعتمد الدستور الجديد بشكل كبير على التكوين العرقي للجزيرة. وسيكون الرئيس قبرصيًا يونانيًا، ونائبه قبرصيًا تركيًا بنفس الحقوق. وتم تحديد المساهمة في الخدمة العامة بنسبة 70% / 30%، وتتألف المحكمة العليا من عدد متساوٍ من القضاة من كلا المجتمعين بالإضافة إلى قاضٍ مستقل لم يكن يونانيًا أو تركيًا أو بريطانيًا. تم استكمال اتفاقيات زيورخ بعدد من المعاهدات. نصت معاهدة الضمان على حظر الانفصال أو الاتحاد مع أي دولة، ويتم منح اليونان وتركيا وبريطانيا وضع الضامن للتدخل في حالة انتهاك ذلك. سمحت معاهدة التحالف بوجود وحدتين عسكريتين صغيرتين يونانيتين وتركيا في الجزيرة، كما أعطت معاهدة التأسيس سيادة لبريطانيا على قاعدتين في أكروتيري ودكليا.
في 15 أغسطس 1960 أصبحت مستعمرة قبرص مستقلة تمامًا باسم جمهورية قبرص. بقيت الجمهورية الجديدة ضمن دول الكومنولث.
استاء القبارصة اليونانيين من الدستور الجديد، وشعروا أنه غير عادل بالنسبة لهم لأسباب تاريخية وديموغرافية والمآثر. ومع أن 80٪ من سكان الجزيرة هم قبارصة يونانيين، وأنهم هم السكان الأصليين الذين عاشوا في الجزيرة لآلاف السنين ودفعوا 94٪ من الضرائب، فإن الدستور الجديد منح 17٪ من السكان القبارصة الأتراك الذين دفعوا 6٪ من الضرائب، وحوالي 30٪ من الوظائف الحكومية و 40٪ من وظائف الأمن القومي.

## أزمة 1963–1964

### التعديلات الدستورية المقترحة ومخطط أكريتاس
خلال السنوات الثلاثة الأولى من الاستقلال ظهرت توترات بين الطائفتين في الشؤون الإدارية. وبالذات الخلافات حول البلديات المنفصلة والضرائب التي أدت إلى طريق مسدود داخل الحكومة. فحكمت المحكمة الدستورية في 1963 بأن مكاريوس لم يدعم المادة 173 من الدستور التي دعت إلى إنشاء بلديات منفصلة للقبارصة الأتراك. فأعلن مكاريوس عن نيته تجاهل الحكم، مما أدى إلى استقالة قاضي من ألمانيا الغربية من منصبه. فاقترح مكاريوس ثلاثة عشر تعديلاً على الدستور، والتي من شأنها أن تؤدي إلى حل معظم القضايا لصالح القبارصة اليونانيين. وبموجب المقترحات سيفقد الرئيس ونائب الرئيس حق النقض، وسيصرف النظر عن بلديات منفصلة طلبها القبارصة الأتراك، ويتم تجاهل الحاجة إلى أغلبية منفصلة من قبل كلتا الطائفتين في سن التشريعات وسيتم إلغاء مساهمة الخدمة المدنية على نسب السكان الفعلية (82:18) بدلاً من إعطاء رقم أعلى قليلاً للقبارصة الأتراك.
وكانت التعديلات موضع شك وتوجس. فدعت خطة أكريتاس التي أصاغها في ذروة النزاع الدستوري وزير الداخلية القبرصي اليوناني بوليكاربوس جيوركادجيس لإزالة الفقرات غير المرغوب فيها من الدستور تسمح بالعمل بتقاسم السلطة. ونصت الخطة بهجوم انتقامي سريع على معاقل القبارصة الأتراك إذا لجأوا إلى العنف لمقاومة الإجراءات. فنصت أنه «في حالة تخطيط أو تدبير هجوم تركي، من الضروري التغلب عليه بالقوة في أقصر وقت ممكن، لأنه إذا نجحنا في السيطرة على الموقف (في يوم أو يومين) فلن يكون التدخل الخارجي مبررًا أو ممكنًا». فلم يختف مطالبي الوحدة مع اليونان تمامًا بعد الاستقلال. ووصف مكاريوس الاستقلال بأنه خطوة على طريق الوحدة. لم تكن استعدادات الصراع غائبة عن القبارصة الأتراك أيضًا، حيث لا تزال عناصر الجناح اليميني تعتقد أن التقسيم هو أفضل حماية ضد الوحدة مع اليونان.
ومع ذلك اعتقد القبارصة اليونانيون أن التعديلات كانت ضرورة نابعة من محاولة متصورة من قبل القبارصة الأتراك لإحباط عمل الحكومة. ورأى الأتراك في ذلك وسيلة لتقليص مكانتهم داخل الدولة من مؤسسين إلى أقلية، معتبرين أنها خطوة أولى نحو الوحدة، فتدهور الوضع الأمني بسرعة.

### العنف الطائفي
اندلع نزاع مسلح في 21 ديسمبر 1963، وهي الفترة التي يذكرها القبارصة الأتراك باسم عيد الميلاد الدامي، عندما اُستدعي رجل شرطة من القبارصة اليونانيين للمساعدة في التعامل مع سائق سيارة أجرة، حيث رفض ضباطًا كانوا موجودين في الموقع من التحقق من وثائق هوية النساء في السيارة وتفتيشهم، فاعترض السائق واندلعت مشادة، فأخرج مسدسه فور وصوله وأطلق النار وقتل سائق التاكسي وشريكه. ولخص إريك سولستين الأحداث على النحو التالي: «أوقفت دورية للشرطة القبرصية اليونانية بزعم فحص وثائق الهوية زوجًا قبرصيًا تركيًا على حافة الحي التركي. فتجمع حشد معاد وأطلقت أعيرة نارية، فقتل اثنان من القبارصة الأتراك».
وفي صباح اليوم التالي تجمعت الحشود احتجاجًا في شمال نيقوسيا بتشجيع من منظمة المقاومة التركية دون وقوع حوادث. في مساء يوم 22 ديسمبر اندلع إطلاق نار وقطعت الإدارة القبرصية اليونانية خطوط الهاتف والتلغراف عن الأحياء القبرصية التركية في نيقوسيا، واحتلت شرطتها مطار نيقوسيا. وفي 23 ديسمبر تم التفاوض على وقف إطلاق النار ولكنه لم يصمد. ازداد القتال بما في ذلك نيران الأسلحة الآلية بين القبارصة اليونانيين والأتراك والميليشيات في نيقوسيا ولارنكا. وقد ارتكب قبارصة يونانيون غير نظاميين بقيادة نيكوس سامبسون مذبحة أومورفيتا حيث هاجموا الضاحية وقتلوا القبارصة الأتراك، بمن فيهم النساء والأطفال بصورة عشوائية. وطردوا سكانها من القبارصة الأتراك من منازلهم. وقد وصف القبارصة الأتراك صدام أومورفيتا بأنه مذبحة، بينما لم يعترف القبارصة اليونانيون بذلك إطلاقًا.
جرى ترتيب عمليات لوقف إطلاق النار بين الجانبين، لكنها فشلت أيضًا. وفي يوم 24 ديسمبر انضمت بريطانيا واليونان وتركيا إلى المحادثات، ودعت جميع الأطراف إلى هدنة. وفي ذات اليوم حلقت طائرات مقاتلة تركية فوق نيقوسيا في عرض للدعم. وأخيرًا تم الاتفاق على السماح بقوة قوامها 2700 جندي بريطاني للمساعدة في فرض وقف إطلاق النار. في الأيام التالية أنشئت منطقة عازلة في نيقوسيا، وخطّّ ضابط بريطاني خطًا على خريطة بالحبر الأخضر يفصل بين جانبي المدينة، والذي كان بداية الخط الأخضر. استمر القتال عبر الجزيرة لعدة أسابيع تالية.
في المجمل قُتل 364 من القبارصة الأتراك و 174 من القبارصة اليونانيين خلال أعمال العنف. وفرّ 25,000 من القبارصة الأتراك من 103-109 قرية حيث نقلوا إلى جيوب، وتم نهب وتدمير آلاف المنازل للقبارصة الأتراك.
وتحدثت صحف معاصرة عن هجرة جماعية للقبارصة الأتراك من مساكنهم. ووفقًا لصحيفة ذا تايمز في 1964 فقد تعرض القبارصة الأتراك لتهديد وإطلاق نار وحرق منازلهم لإجبارهم على المغادرة. وكتبت صحيفة ديلي إكسبريس أن 25000 تركي قد أجبروا بالفعل على مغادرة منازلهم. ذكرت صحيفة الغارديان أن الأتراك في ليماسول قد تعرضوا لمذبحة يوم 16 فبراير 1964.
كانت تركيا قد جهزت الآن أسطولها وظهرت طائراتها المقاتلة فوق نيقوسيا. تم ثني تركيا عن المشاركة المباشرة من خلال إنشاء قوة الأمم المتحدة لحفظ السلام في قبرص (UNFICYP) سنة 1964. وعلى الرغم من المفاوضات لوقف إطلاق النار في نيقوسيا، إلا أن الهجمات على الأتراك ظلت مستمرة، ولا سيما في ليماسول. وبسبب قلقه من احتمال حدوث غزو تركي تولى مكاريوس إنشاء جيش قبرصي يوناني قائم على التجنيد سمى الحرس الوطني. تولى جنرال من اليونان قيادة الجيش، في حين تم تهريب 20 ألف ضابط ورجل آخر مجهزين تجهيزًا جيدًا من اليونان إلى قبرص. هددت تركيا بالتدخل مرة أخرى، لكنها حالت دون ذلك بعد رسالة شديدة اللهجة من الرئيس الأمريكي ليندون جونسون الذي حرص على تجنب صراع بين أعضاء الناتو اليونان وتركيا في ذروة الحرب الباردة.
وأقام القبارصة الأتراك جسرًا هامًا في كوكينا، حيث تم تزويدهم بالأسلحة والمتطوعين والعتاد من تركيا والخارج. نظرًا لأن هذا الزحف من الأسلحة والقوات الأجنبية مثل تهديدًا كبيرًا، فقد طلبت الحكومة القبرصية جورجيوس جريفاس إلى العودة من اليونان ليكون قائد للقوات اليونانية في الجزيرة وشن هجوم كبير على رأس الجسر. وردت تركيا بإرسال طائراتها المقاتلة لقصف المواقع اليونانية، مما تسبب في تهديد مكاريوس بشن هجوم على كل قرية قبرصية تركية في الجزيرة إذا لم يتوقف القصف. اندلع الصراع الآن بين اليونان وتركيا، حيث حشدت الدولتان قوات على حدودهما التراقية. فشلت جهود الوساطة التي قام بها دين أتشيسون وزير الخارجية الأمريكي السابق والوسيط الذي عينته الأمم المتحدة جالو بلازا، بينما أصبح الانقسام بين المجتمعين أكثر وضوحًا. وقدرت القوات القبرصية اليونانية بنحو 30 ألف جندي من ضمنهم الحرس الوطني والقوات القادمة من اليونان. بينما كان يدافع عن الجيوب القبرصية التركية قوة قوامها 5000 جندي غير نظامي بقيادة كولونيل تركي، لكنها ليست بقدر عتاد وتنظيم القوات اليونانية.
أبلغ يو ثانت الأمين العام للأمم المتحدة في 1964 عن الأضرار التي حدثت أثناء النزاعات:
أجرت قوة الأمم المتحدة مسحاً مفصلاً لجميع الأضرار التي لحقت بالممتلكات في جميع أنحاء الجزيرة أثناء الاضطرابات؛ وتبين أنه في 109 قرى معظمها من القبارصة الأتراك أو القرى المختلطة قد تم تدمير 527 منزلاً بينما تعرض 2000 منزل آخر للنهب.

## أزمة 1967
ساءت الأوضاع في سنة 1967 بعدما أطاح المجلس العسكري بحكومة اليونان المنتخبة ديمقراطياً، وبدأ في ممارسة الضغط على مكاريوس لتحقيق إنوسيس أو الوحدة مع اليونان. لم يكن مكاريوس راغبًا في أن يصبح جزءًا من دكتاتورية عسكرية أو جر البلاد لغزو تركي، فقد بدأ ينأى بنفسه عن هدف إنوسيس. تسبب هذا بإشعال توتر مع المجلس العسكري في اليونان وكذلك مع جورجيوس غريفاس في قبرص. كان يُنظر إلى سيطرة غريفاس على الحرس الوطني والوحدة اليونانية على أنها تهديد لموقف مكاريوس، الذي كان يخشى الآن من احتمال حدوث انقلاب. صعد غريفاس الصراع عندما بدأت وحداته المسلحة في القيام بدوريات في الجيوب القبرصية التركية وهي: كوفنوي وأيوس وتيودوروس، حتى دخل في قتال عنيف مع القبارصة الأتراك يوم 15 نوفمبر، ولم ينسحب إلا بعد مقتل 26 من القبارصة الأتراك.
ردت تركيا بإنذار أخير طالب بإخراج غريفاس من الجزيرة، وإخراج القوات اليونانية المندسة التي تتجاوز حدود معاهدة التحالف، ورفع الحصار الاقتصادي عن الجيوب القبرصية التركية. استقال غريفاس من منصبه وتم سحب 12000 جندي يوناني. حاول مكاريوس الآن تعزيز موقفه من خلال تقليل عدد قوات الحرس الوطني، وإنشاء قوة شبه عسكرية موالية لاستقلال القبارصة. وفي العام التالي اعترف مكاريوس بأن الإنوسيس أصبح الآن شبه مستحيل، يجب البحث عن حل بالضرورة في حدود ما هو ممكن والذي قد لا يتطابق دائمًا مع ما هو مرغوب فيه.

## انقلاب القبارصة اليونانيين
هدأت التوترات بين القبارصة اليونانيين والأتراك بعد 967 . وعوضاً من ذلك جاء المصدر الرئيسي للتوتر في الجزيرة من فصائل داخل المجتمع القبرصي اليوناني. على الرغم من أن مكاريوس قد تخلى فعليًا عن هدف إنوسيس لصالح حل يمكن تحقيقه، إلا أن كثيرين آخرين ظلوا يعتقدون أن الطموح السياسي المشروع الوحيد للقبارصة اليونانيين هو الاتحاد مع اليونان.
وبعد عودته بدأ غريفاس بتأسيس مجموعة قومية شبه عسكرية تُعرف باسم المنظمة الوطنية للمقاتلين القبارصة (Ethniki Organosis Kyprion Agoniston B أو EOKA-B).
رأى المجلس العسكري في أثينا أن مكاريوس يمثل عقبة. ففشل مكاريوس في حل الحرس الوطني، الذي هيمن اليونانيون على الرتب العالية من الضباط، يعني أن المجلس العسكري اليوناني له سيطرة عملية على المؤسسة العسكرية القبرصية، تاركًا مكاريوس معزولًا وهدفًا ضعيفًا.

## الغزو التركي

### الغزو التركي ومحادثات السلام
دخلت القوات التركية أراضي قبرص في 20 يوليو 1974 بحجة حقوقها في معاهدة الضمان. فانتهكت بتدخّلها في المنطقة القانون الدولي وميثاق الأمم المتحدة، حيث تمكنت من الاستيلاء على 3٪ من الجزيرة، فكان الرد هو حرق الأحياء القبرصية التركية واغتصاب وقتل النساء والأطفال. تبع ذلك وقف إطلاق نار مؤقت، وخفف مجلس الأمن التابع للأمم المتحدة من حدة الأجواء. وبعدها انهار المجلس العسكري اليوناني في 23 يوليو 1974، وبدأت محادثات السلام التي تم فيها تنصيب حكومة ديمقراطية. كسرت تركيا قرار 353 بعد أن هاجمت الجزيرة للمرة الثانية في أغسطس وتمكنت من السيطرة على 37٪ من أراضي قبرص. حددت الأمم المتحدة منطقة عازلة في الجزيرة، وقسمت الجزيرة إلى منطقتين عبر «الخط الأخضر» ووضع حد للغزو التركي. على الرغم من أن تركيا أعلنت أن المناطق المحتلة من قبرص ستطلق عليها اسم الدولة التركية الموحدة في 1975، إلا أنه لم يتم إضفاء الشرعية عليها على نطاق السياسة العالمية. دعت الأمم المتحدة إلى الاعتراف الدولي باستقلال جمهورية قبرص في قرار مجلس الأمن رقم 367.

### ما بعد التدخل التركي
في السنوات التي أعقبت الضم التركي لشمال قبرص، نجد أن هناك تاريخًا من المحادثات الفاشلة بين الطرفين. أدى إعلان سنة 1983 عن «جمهورية قبرص التركية» المستقلة إلى تصاعد التوترات الطائفية، وازدادت الصعوبات في إيجاد تفاهم متبادل. مع اهتمام قبرص بعضوية محتملة في الاتحاد الأوروبي وتعيين أمين عام جديد للأمم المتحدة كوفي عنان في 1997، برزت آمال جديدة لبداية جديدة. أدى تدخل الولايات المتحدة والمملكة المتحدة، ورغبتهما في حل النزاع القبرصي قبل الانضمام إلى الاتحاد الأوروبي إلى ضغوط سياسية لإجراء محادثات جديدة. إن الاعتقاد بأن الانضمام بدون حل من شأنه أن يهدد العلاقات اليونانية التركية، وأن المفاوضات القادمة ستكون حول الاعتراف بتقسيم الجزيرة.
تمت صياغة خطة ملموسة على مدى عامين وهي خطة أنان. فجرى الاتفاق بين الطرفين في 2004 على النسخة الخامسة من الخطة وبتأييد من تركيا والولايات المتحدة والمملكة المتحدة والاتحاد الأوروبي، ثم عُرضت على جمهور الطائفتين للاستفتاء لضمان شرعية القرار. صوت القبارصة الأتراك بنسبة 65٪ لصالح الخطة، إلا أن القبارصة اليونانيين صوتوا ضدها بأغلبية 76٪. احتوت خطة عنان على عدة مواضيع مهمة. أولاً إنشاء اتحاد كونفدرالي من دولتين منفصلتين يسمى «جمهورية قبرص المتحدة». كلا المجتمعين سيكون لهما دولتان تتمتعان بالحكم الذاتي مجتمعة في ظل حكومة واحدة موحدة. سيتم اختيار أعضاء البرلمان وفقًا للنسبة المئوية في أعداد السكان لضمان مشاركة عادلة من كلا المجتمعين. اقترحت الورقة نزع السلاح من الجزيرة على مدى السنوات المقبلة. وأيضا الموافقة على امكانية بقاء 45,000 مستوطن تركي في الجزيرة. أضحى هؤلاء المستوطنون قضية مهمة للغاية فيما يتعلق بمحادثات السلام. في البداية شجعت الحكومة التركية الأتراك على الاستقرار في قبرص من خلال توفير النقل والممتلكات، لإنشاء نظير للسكان القبارصة اليونانيين بسبب النقص العددي من 1 / 5. مع الوضع الاقتصادي السيئ قرر العديد من القبارصة الأتراك مغادرة الجزيرة، واستعيض رحيلهم بالمستوطنين الأتراك الوافدين مما يترك نسبة السكان مستقرة بين القبارصة الأتراك والقبارصة اليونانيين. ومع ذلك فقد رفض القبارصة اليونانيون جميع تلك النقاط في التصويت. ادعى الكثيرون أن الخطة كانت تستمد فعليا مطالب القبارصة الأتراك أكثر من مصالح القبارصة اليونانيين. مع الأخذ في الاعتبار أن الولايات المتحدة أرادت الإبقاء على تركيا لتكون شريك استراتيجي في صراعات الشرق الأوسط المستقبلية.
بعد أسبوع من فشل الاستفتاء انضمت جمهورية قبرص إلى الاتحاد الأوروبي. وفي حالات عديدة حاول الاتحاد الأوروبي تعزيز التجارة مع شمال قبرص ولكن بدون موانئ معترف بها دوليًا، أثار ذلك جدلًا كبيرًا. أراد كلا الجانبين تثبيت أهدافه في المفاوضات، ولكن من دون أي تنازلات أو اتفاقات جديدة. لذا فإن الأمم المتحدة غير مستعدة لبدء العملية مرة أخرى. جرت مفاوضات عديدة منذ 2004 ولكن دون أي نتائج، حيث تمسك الطرفان بمواقفهما بقوة دون حل مقبول يلائم الطرفين.